# Townley Haas
Francis Townley Haas (ur. 13 grudnia 1996 w Richmond) – amerykański pływak specjalizujący się w stylu dowolnym, mistrz olimpijski i mistrz świata.

## Kariera pływacka

### 2016
Podczas kwalifikacji olimpijskich do reprezentacji Stanów Zjednoczonych, które odbyły się w czerwcu 2016 roku w Omaha, uzyskał najlepszy czas na dystansie 200 m stylem dowolnym (1:45,66 min) i wywalczył tym samym możliwość indywidualnego startu na igrzyskach. Na 400 m kraulem był trzeci.
Na igrzyskach olimpijskich w Rio de Janeiro wraz z Conorem Dwyerem, Ryanem Lochte i Michaelem Phelpsem zdobył złoty medal w sztafecie 4 × 200 m stylem dowolnym. Na dystansie 200 m kraulem z czasem 1:45,58 min uplasował się na piątym miejscu. 

### 2017
Na mistrzostwach świata w Budapeszcie wywalczył pięć medali. Indywidualnie zdobył srebro na dystansie 200 m stylem dowolnym, kończąc wyścig finałowy z czasem 1:45,04.